# Cleora panarista
Cleora panarista är en fjärilsart som beskrevs av Fletcher 1967. Cleora panarista ingår i släktet Cleora och familjen mätare. Inga underarter finns listade i Catalogue of Life.